# Балейра
Балейра (гал. Baleira, ісп. Baleira) — муніципалітет в Іспанії, у складі автономної спільноти Галісія, у провінції Луго. Населення — 1584 осіб (2009).
Муніципалітет розташований на відстані близько 410 км на північний захід від Мадрида, 25 км на схід від Луго.
Муніципалітет складається з таких паррокій: А-Бранья, Корнеас, Кубільєдо, А-Деголада, А-Есперела, А-Фонтанейра, Фонтео, А-Ластра, Лібран, Мартін, Поусада, Ретісос.

## Демографія
Динаміка населення (INE ):

## Галерея зображень

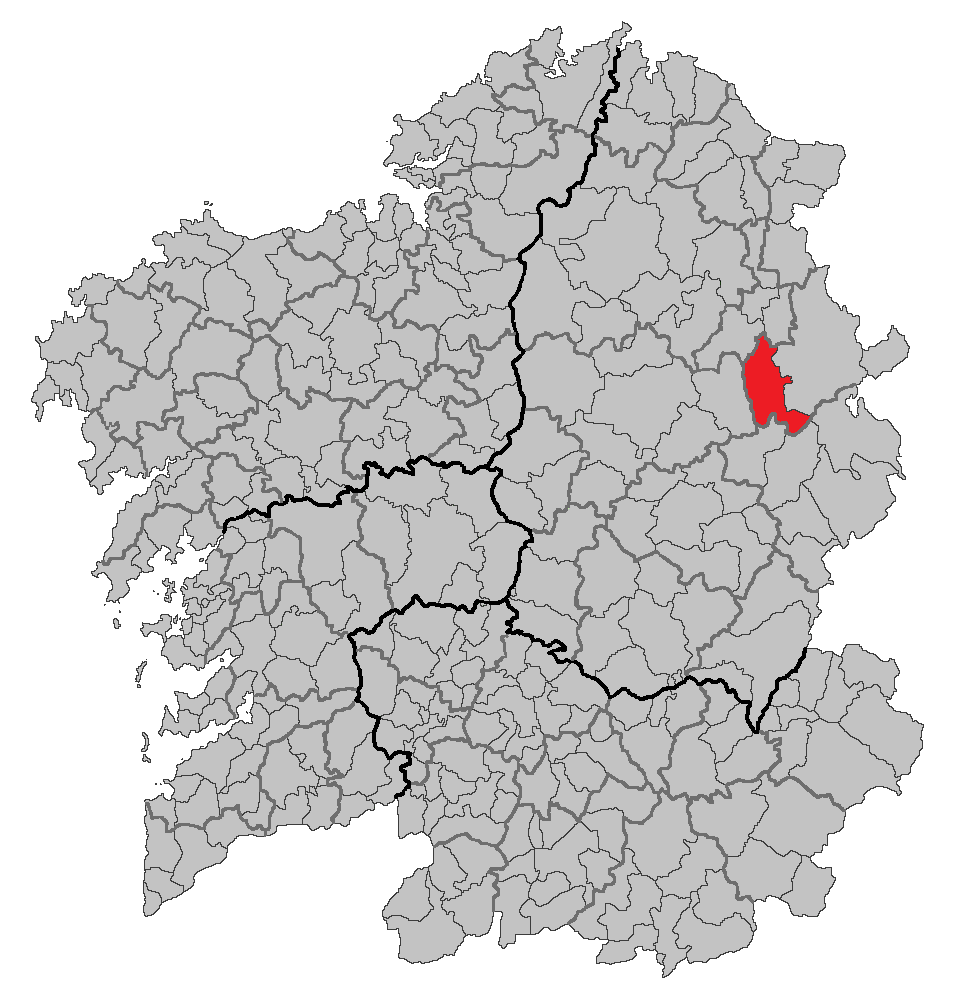
Розташування муніципалітету

## Парафії
Муніципалітет складається з таких парафій: 

## Релігія
Балейра входить до складу Лугоської діоцезії Католицької церкви.